# Žralok lagunový
Žralok lagunový, známý také pod synonymy žralok bělocípý, žralok bělošpicí a žralok útesový (Triaenodon obesus), je druh žraloka z čeledi modrounovití (Carcharhinidae) a jediný druh monotypického rodu Triaenodon. Vyznačuje se štíhlým tělem se širokou hlavou, velkýma oválnýma očima se svislými zorničkami a stejnoměrným bílým zbarvením špiček hřbetní a ocasní ploutve.
Je jedním z nejčetnějších žraloků korálových útesů v areálu svého výskytu, který zahrnuje Indo-Pacifik od východní Afriky až k pobřeží Střední Ameriky. Žije v blízkosti mořského dna v hloubkách od 8 do 40 metrů. Většinu dne tráví odpočinkem. Na rozdíl od žraloků z rodu Carcharhinus a příbuzných rodů, jejichž zástupci musejí neustále plavat, aby jim voda omývala žábry, dovede čerpat kyslík z vody do žaber, i když leží na mořském dně. V noci loví ve skupinách ryby, korýše a hlavonožce. Díky podlouhlému tělu se dostane i do menších štěrbin a pátrá zde po potravě. Často se vyskytuje na stále stejném místě, které dlouhodobě neopouští, nebo se do něj pravidelně navrací. Je živorodý, samice po březosti trvající asi 10 až 13 měsíců porodí jedno až šest mláďat.

## Taxonomie
Žraloka lagunového poprvé vědecky popsal jako druh z rodu Carcharias německý přírodovědec Eduard Rüppell, a sice v roce 1837 ve své knize Fische des Rothen Meeres (Ryby Rudého moře). Ještě ve stejném roce jej však Johannes Müller a Jakob Henle z tohoto rodu přeřadili do nového rodu Triaenodon (z řeckého τρίαινα – trojzubec a ὀδούς – zub). Rüppel neurčil žádný holotyp druhu, za typový exemplář je tedy považován 31 cm dlouhý jedinec ulovený v přístavu Džidda v Saúdské Arábii.
Dříve byl žralok lagunový řazen do čeledi hladkounovití (Triakidae), následně byl zařazen do čeledi modrounovití (Carcharhinidae) na základě některých morfologických znaků. Morfologické a molekulární analýzy ukázaly, že je žralok lagunový nejblíže příbuzný žralokům z rodů Negaprion a Loxodon. Z evolučního hlediska jde o středně rozvinutý rod mezi bazálními rody, jako jsou Galeocerdo, Rhizoprionodon a Scoliodon, a nejvíce „odvozenými“ rody (Carcharhinus a Sphyrna).

## Výskyt
Žralok lagunový je rozšířený ve velké části Indo-Pacifiku. Areál výskytu sahá od oblasti KwaZulu-Natal v jižní Africe přes východní africké pobřeží až do Rudého moře a k Indii, včetně oblastí u Madagaskaru, ostrova Mauricius, Komor, Aldaber, Seychel, Srí Lanky, Malediv a Chagoských ostrovů. V západní a střední části Tichého oceánu sahá od jižní Číny přes Tchaj-wan a Rjúkjú až do jihovýchodní Asie, včetně Filipín, Indonésie a severního pobřeží Austrálie. Žralok lagunový se také vyskytuje na mnoha souostrovích Tichého oceánu, v Melanésii, Mikronésii i Polynésii. Ve východním Pacifiku žije též v pobřežních oblastech Kostariky a Panamy, byl pozorován i u pobřeží Galapág. V Severní Karolíně byly nalezeny zkameněliny tohoto druhu z období třetihor (miocén), což naznačuje, že před několika miliony let žil i v Atlantském oceánu, v současné době se zde však nevyskytuje. Novější studie nicméně výskyt žraloka lagunového v Atlantiku zpochybňují a podle nich nalezené zuby patří jinému druhu žraloka.
Žralok lagunový většinou žije na korálových útesech v mělčích mořských oblastech, k životu dává přednost trhlinovým jeskyním a vertikálním svahům útesů. Běžně se vyskytuje v hloubkách od 8 do 40 m. Někdy se objeví i na mělčinách s hloubkou kolem 1 m, naopak maximální hloubka, ve které byl tento druh dosud chycen (u souostroví Rjúkjú), činila zhruba 330 m. Dává přednost jasné čisté vodě a jen zřídka plave vysoko nad mořským dnem.

## Popis
Žralok lagunový je poměrně malý druh žraloka, který málokdy přesáhne délku 1,6 m. Maximální uváděná délka těla je 210 cm, ovšem šlo pouze o pozorování, a proto údaj může být pochybný. Průměrná hmotnost je zhruba 20 kg. Tělo je štíhlé, s krátkou a zakulacenou hlavou. Kůže je pevná, což žralokovi umožňuje pohybovat se mezi ostrými hranami korálových útesů. Má šedé zbarvení, na břiše je bílá. Celé tělo je posázeno tmavšími skvrnami. Špička ocasní ploutve a první hřbetní ploutev mají bílé zbarvení. Někdy mívá bílé znaky i druhá hřbetní ploutev a spodní ocasní ploutev. Toto zbarvení druhu vyneslo anglické pojmenování „Whitetip reef shark”. Druhá hřbetní ploutev a řitní ploutev dosahují velikosti jedné poloviny až tří čtvrtin první hřbetní ploutve. První hřbetní ploutev je posazena dále ve srovnání s jinými druhy žraloků, což svému nositeli umožňuje snáze se dostat do různých štěrbin, kde hledá kořist. Horní polovina ocasní ploutve je zhruba 2× větší než spodní. Široké trojúhelníkové prsní ploutve vyrůstají od páté žaberní štěrbiny. Kůže je hustě pokryta drobnými šupinkami, které se překrývají.
Oči jsou malé, se svislými zorničkami. Nozdry i tlamu má žralok lagunový umístěné na spodní straně hlavy. Zubní vzorec činí 47–50/44–46, přičemž zuby jsou nejméně ve dvou funkčních řadách. Zuby mají trojúhelníkovitý tvar a na bocích každého zubu se rozprostírají boční hroty. Žralok lagunový dovede, na rozdíl od jiných druhů žraloků, aktivně přečerpávat vodu přes žábry, aniž by kvůli tomu musel neustále plavat.

## Chování

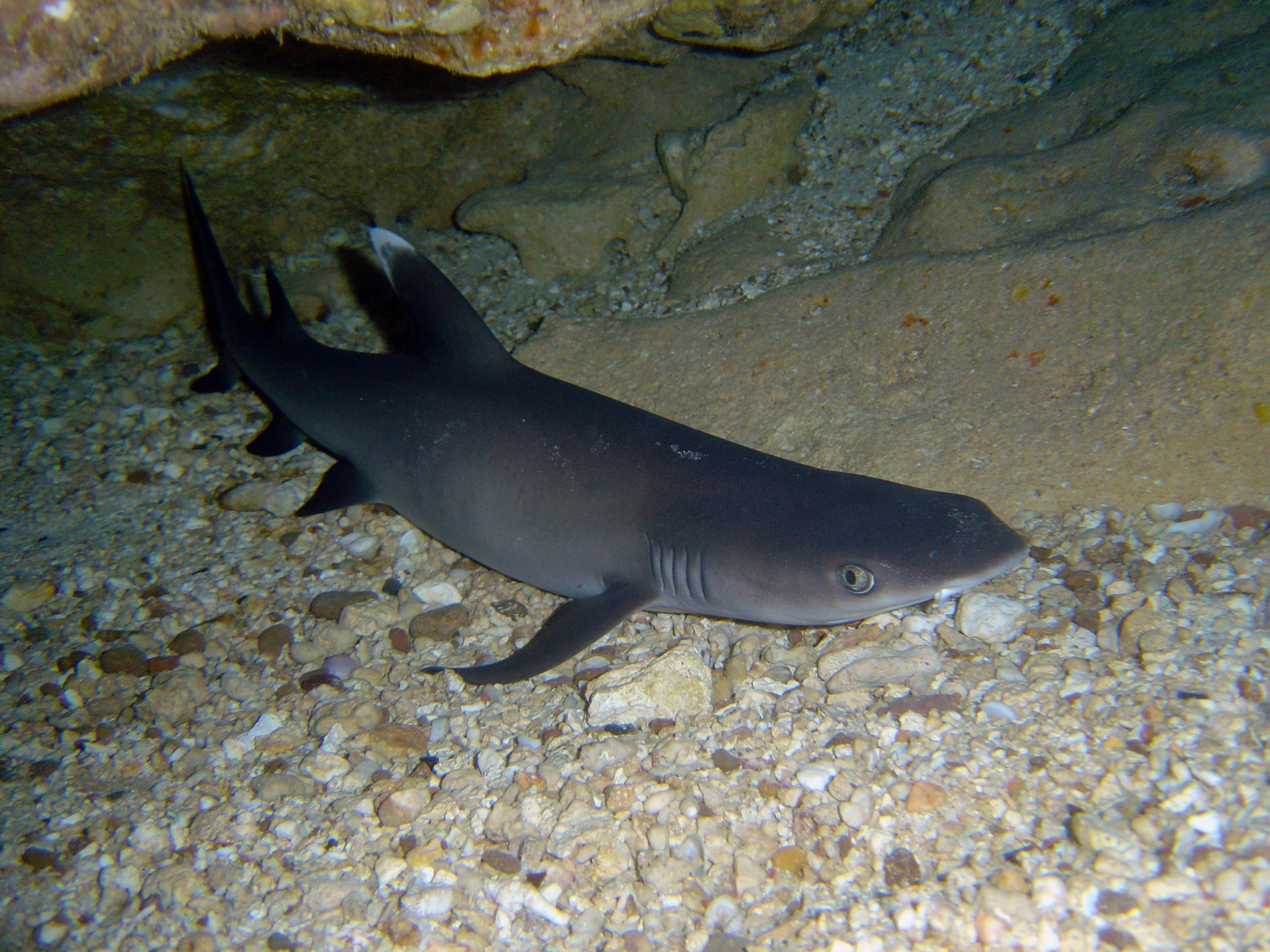
Žralok lagunový u dna

Žralok lagunový je společně se žralokem černoploutvým (Carcharhinus melanopterus) a žralokem spanilým jedním z nejběžnějších druhů žraloků v Indo-Pacifiku. Stanoviště těchto tří druhů se ve velké míře překrývají, ale ekologicky niky jsou odlišné: žralok černoploutvý dává přednost mělkým vodám a žralok spanilý se často vyskytuje v periferních oblastech korálových útesů.
Tento druh je převážně noční a den tráví odpočinkem v jeskyních, ať už samostatně, či ve společnosti dalších jedinců. V blízkosti Havajských ostrovů často odpočívá v lávových tunelech, kdežto u pobřeží Kostariky je zvyklý odpočívat i na písčinách.
Žralok lagunový se většinou zdržuje na jednom místě, které měsíce i roky neopouští nebo se k němu pravidelně vrací. Toto chování například potvrzuje výzkum prováděný u Johnstonova atolu. Žádný z označených žraloků lagunových se za rok nevzdálil od místa označení na více než 3 km, což představuje největší zaznamenanou vzdálenost. Další studie z atolu Rangiroa ukázala, že po více než třech letech bylo na stejném útesu, kde byli poprvé odchyceni, stále přítomno přibližně 40 % původně označených jedinců. Území žraloka lagunového zahrnuje přes den asi 0,05 km2 a večer asi 1 km2. Druh není teritoriální, nevadí mu dělit se o teritorium s jedinci stejného nebo i jiného druhu žraloků.

### Potrava
Tlama žraloka lagunového je stavěna na lov živočichů pohybujících se po mořském dně, jako jsou chobotnice nebo korýši. Nejdůležitější složkou potravy jsou však i přesto kostnaté ryby žijící v korálových útesech, například úhoři, pruhatcovití, chňapalovití, sapínovití, bodlokovití, ploskozubcovití, ostencovití a parmicovití. Díky štíhlému tělu je žralok lagunový schopný se dostat ke kořisti i do úzkých štěrbin, naopak při lovu v otevřeném moři působí spíše nemotorně. Při lovu mu pomáhá vysoká citlivost na čichové a akustické podněty a dovede také vycítit bioelektrické pole oběti, zrak používá především ke zjištění pohybu a rozlišování kontrastů. Experimenty zjistily, že nejcitlivěji vnímá zvukové podněty o kmitočtech 25 až 100 Hz, generované přerušovanými pulzy v intervalech 7,5–15 sekund. Taková akustická stimulace korelovala se zvuky a vibracemi, jež produkuje bojující ryba, zachycená na háčku, harpuně či v síti.
Žralok lagunový loví především v noci, kdy ryby spí, a je tedy snadné je ulovit. Jakmile se setmí, skupiny žraloků lagunových systematicky propátrávají oblasti korálových útesů. Několik žraloků při tom kořist nahání a ostatní jí blokují únikové cesty, přičemž mezi sebou navzájem komunikují, ale potravu si loví sami pro sebe a jsou v kompetičním vztahu s ostatními. Mimo nočního lovu žraloci lagunoví loví i ve dne, ale lov není natolik systematický. V oblasti okolo Havajských ostrovů sledují skupiny ohrožených tuleňů havajských a snaží se je obrat o kořist. Bez potravy vydrží žralok lagunový i šest týdnů.

### Predátoři a parazité

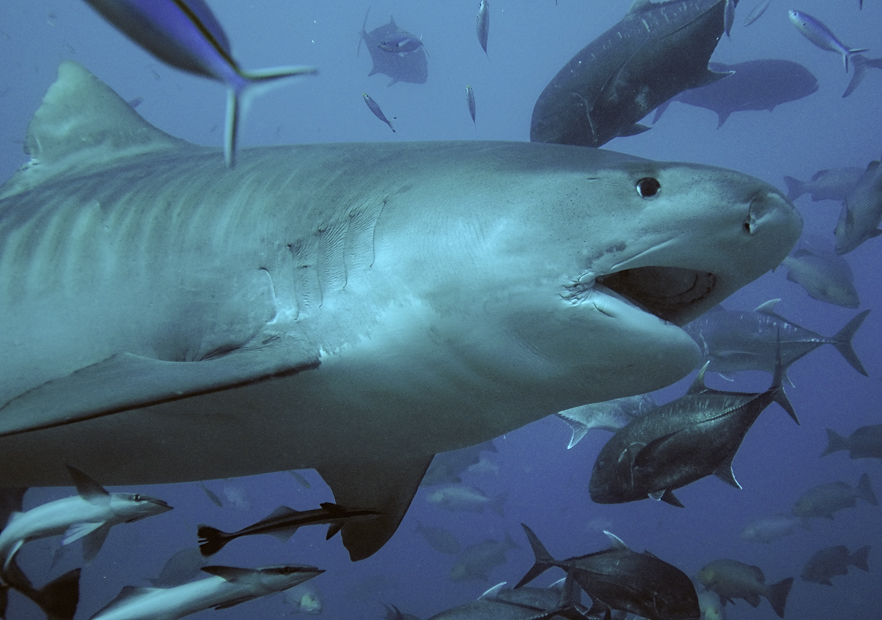
Žralok tygří

Nebezpečí pro žraloka lagunového představují některé velké druhy žraloků, například žralok tygří (Galeocerdo cuvier) se žralokem galapážským (Carcharhinus galapagensis), patrně i žralok bělocípý (Carcharhinus albimarginatus), i když ten se vyskytuje většinou v hlubších vodách. Jedinec dlouhý asi 80 cm byl nalezen v žaludku kanice obrovského (Epinephelus lanceolatus), avšak tato ryba vzhledem k jejímu vzácnému výskytu pro něj nepředstavuje velké nebezpečí.
Mezi druhy parazitující na žralocích lagunových jsou zaznamenáni například korýši druhů Paralebion elongatus a Gnathia grandilaris. Ektoparazitů (vnějších parazitů) se zbavují tak, že si je nechávají vybírat od ryb čističů, jako jsou například hlaváči a ostnatci.

### Rozmnožování

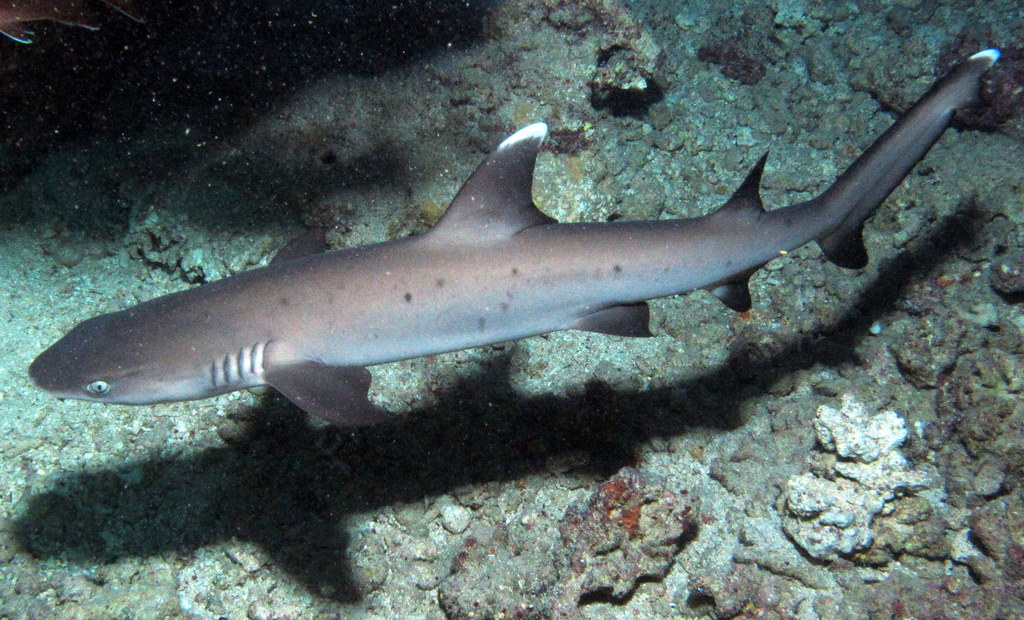
Žralok lagunový v Rudém moři

Podobně jako jeho příbuzní je žralok lagunový živorodý – vejce se vyvíjejí v těle matky a na svět přicházejí živá mláďata. Rozmnožování probíhá jednou za dva roky. Při páření sleduje samici tři až pět samců, kteří ji koušou do ploutví a těla. Přitahováni jsou pravděpodobně feromony, signalizujícími její připravenost k páření. Každý samec se pokouší zmocnit samice tak, že uchopí do tlamy jednu z jejích prsních ploutví; někdy mohou samici dokonce uchopit dva samci z obou stran současně. Jakmile se některému samci podaří zmocnit se samice, odplují spolu k mořskému dnu. Obvykle se pak samec snaží se samicí spářit, čemuž však ona může v mnoha případech bránit přitisknutím se k mořskému dnu a vyklenutím ocasu; mohlo by jít o test fyzické zdatnosti samce. K páření mají žraloci lagunoví omezený čas, neboť samec nemůže dýchat vzhledem k držení ploutve v tlamě. Jestliže samice s pářením souhlasí, pár zaujme pozici bok po boku s hlavami přitisknutými ke dnu a zdviženými těly.
Doba březosti je 10 až 13 měsíců. Poté samice rodí 1–6 mláďat. Počet mláďat nezávisí na její velikosti. Během života porodí v průměru 12 žraloků. Období, během kterého se rodí mláďata, se v různých oblastech liší. U Francouzské Polynésie k porodům dochází od května do srpna, u atolu Eniwetok v červenci a u Austrálie v říjnu. Porod probíhá během plavání, přičemž u jednoho vrhu zaznamenaného v zajetí (4 jedinci) činila jeho celková délka 51 minut, porod samotného mláděte pak trval průměrně 10 až 13 minut. Mladí jedinci měří 52–60 cm, ve srovnání s dospělci mají v poměru k tělu delší ocasní ploutve.
Ve srovnání s ostatními žraloky se tento druh vyvíjí pomalu. Mládě roste rychlostí asi 16 cm ročně, pohlavně dospělá zvířata okolo 2–4 cm za rok. Pohlavní dospělosti dosahují, jakmile dorostou do délky přibližně 110 cm. Tato hodnota odpovídá stáří 8 až 9 let věku, přičemž existují regionální rozdíly. U Velkého bariérového útesu se samci dožívají až 14 let a samice až 19 let, dožít se může i více než 25 let.

## Ohrožení a vztah klidem
Žralok lagunový se nechová agresivně k lidem a má klidnou povahu. Jisté nebezpečí představuje pro rybáře lovící pomocí harpun; někdy dochází ke kousnutím, když jim chtějí žraloci sebrat kořist. Dlouhodobá statistika (s údaji od roku 1580) vedená v databázi International Shark Attack File (ISAF) uvádí do roku 2008 celkem 5 nevyprovokovaných útoků na člověka, z nichž ani jeden nebyl smrtelný.
Žraloci lagunoví mají dobrou paměť, jsou věrní a dovedou se naučit nechat se krmit od potápěčů, což někde slouží jako turistická atrakce. Věrnost žraloků vedla v havajské mytologii k víře v boha aumakua, ducha předků, jenž chrání své potomky a může nést podobu mnoha objektů, od lidí přes zvířata až po neživé předměty. Žraločí aumakua podle pověr ochraňoval rybáře lovící v hlubších vodách a naháněl jim kořist do sítí, lidé mu dávali obětiny v podobě prasat nebo drůbeže.
Komerční lov žraloků lagunových probíhá hlavně v Pákistánu, Indii, na Srí Lance a na Madagaskaru, kde jsou chytáni jak na dlouhé šňůry, tak do vlečných sítí. Tento druh je loven kvůli masu, které však někdy může být jedovaté. Jsou známy zprávy o otravě masem těchto žraloků, které obsahovalo ciguatoxin.
Dle Mezinárodního svazu ochrany přírody (IUCN) jde od roku 2020 o zranitelný druh, předtím byl klasifikován jako téměř ohrožený. Na základě IUCN patří mezi hlavní hrozby lov, jenž probíhá prakticky v celém areálu výskytu, stejně jako úbytek vhodných stanovišť. Žralok lagunový je závislý na korálových útesech, čímž jej mohou přímo ohrožovat negativní následky klimatických změn na tyto biotopy. IUCN uvádí pokles populací o 30–49 % v průběhu posledních 3 generací.

## Galerie

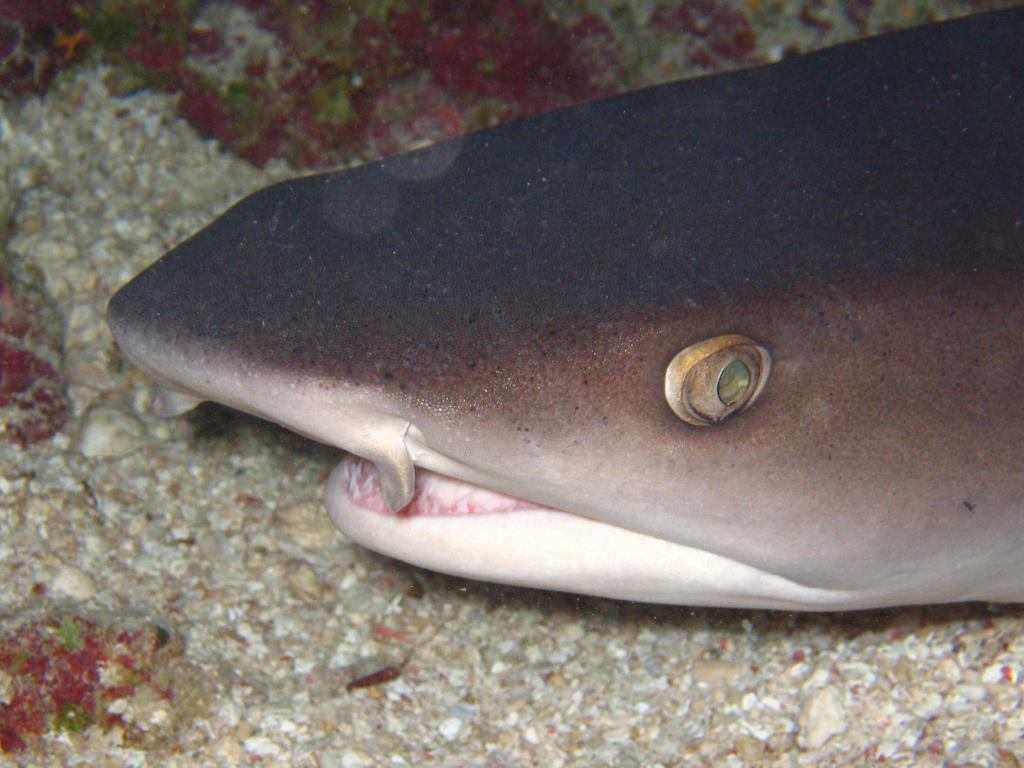
Hlava
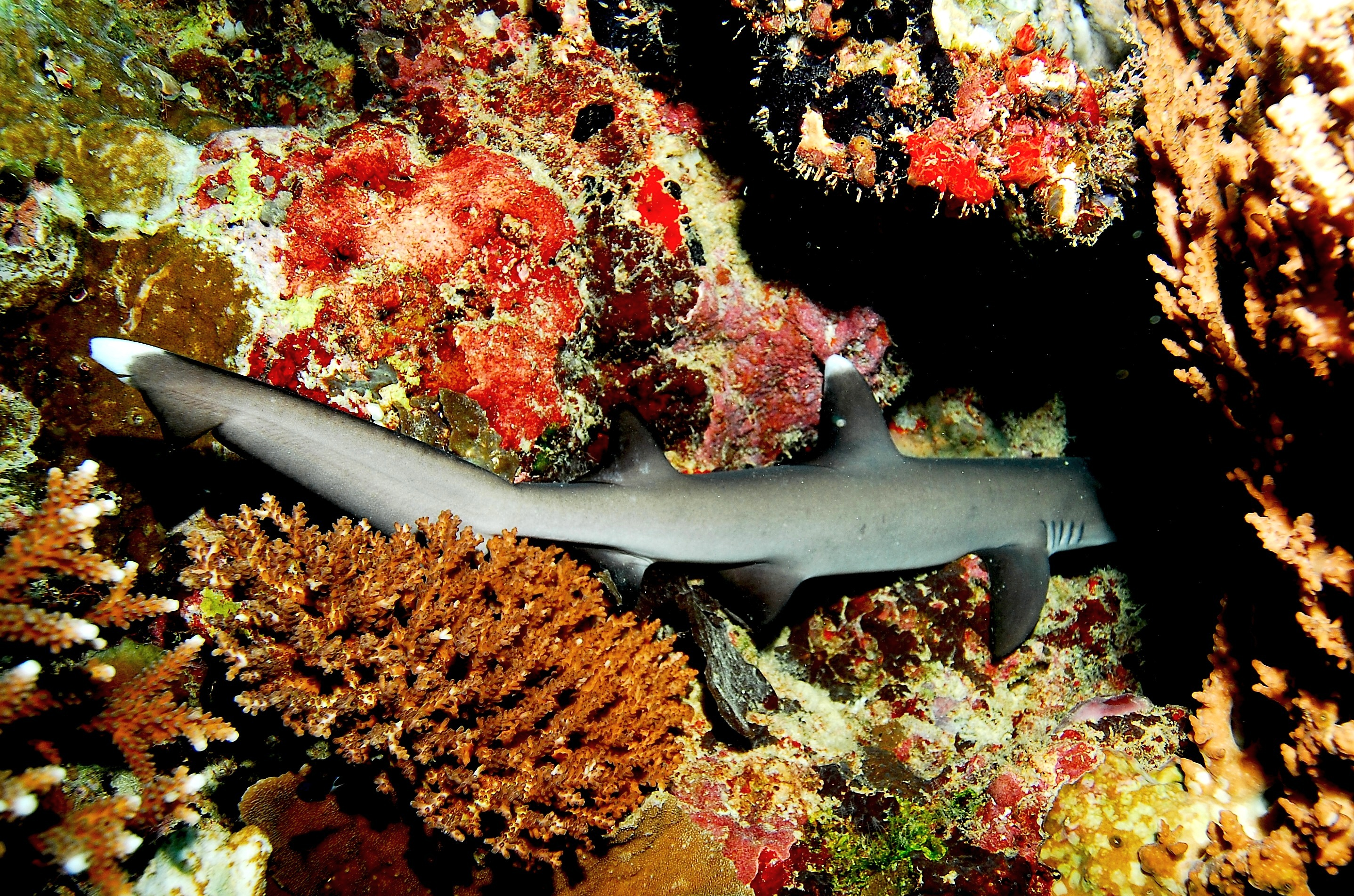
Žralok lagunový pátrá ve štěrbinách
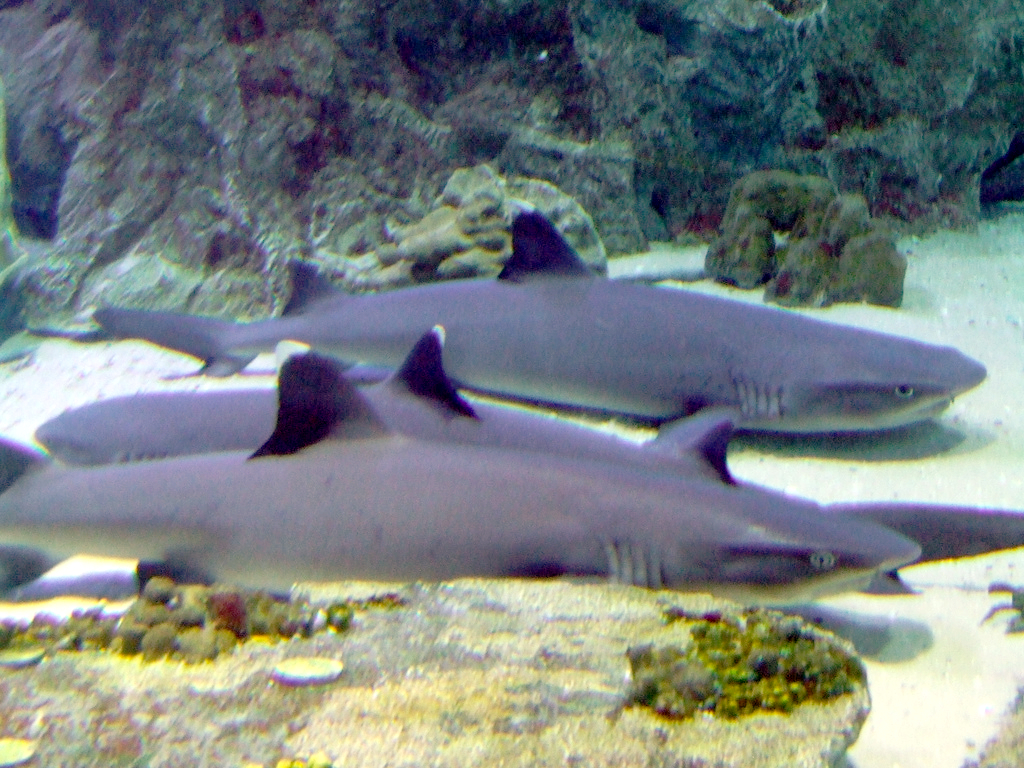
Žraloci lagunoví se někdy na útesech shromažďují ve skupinách
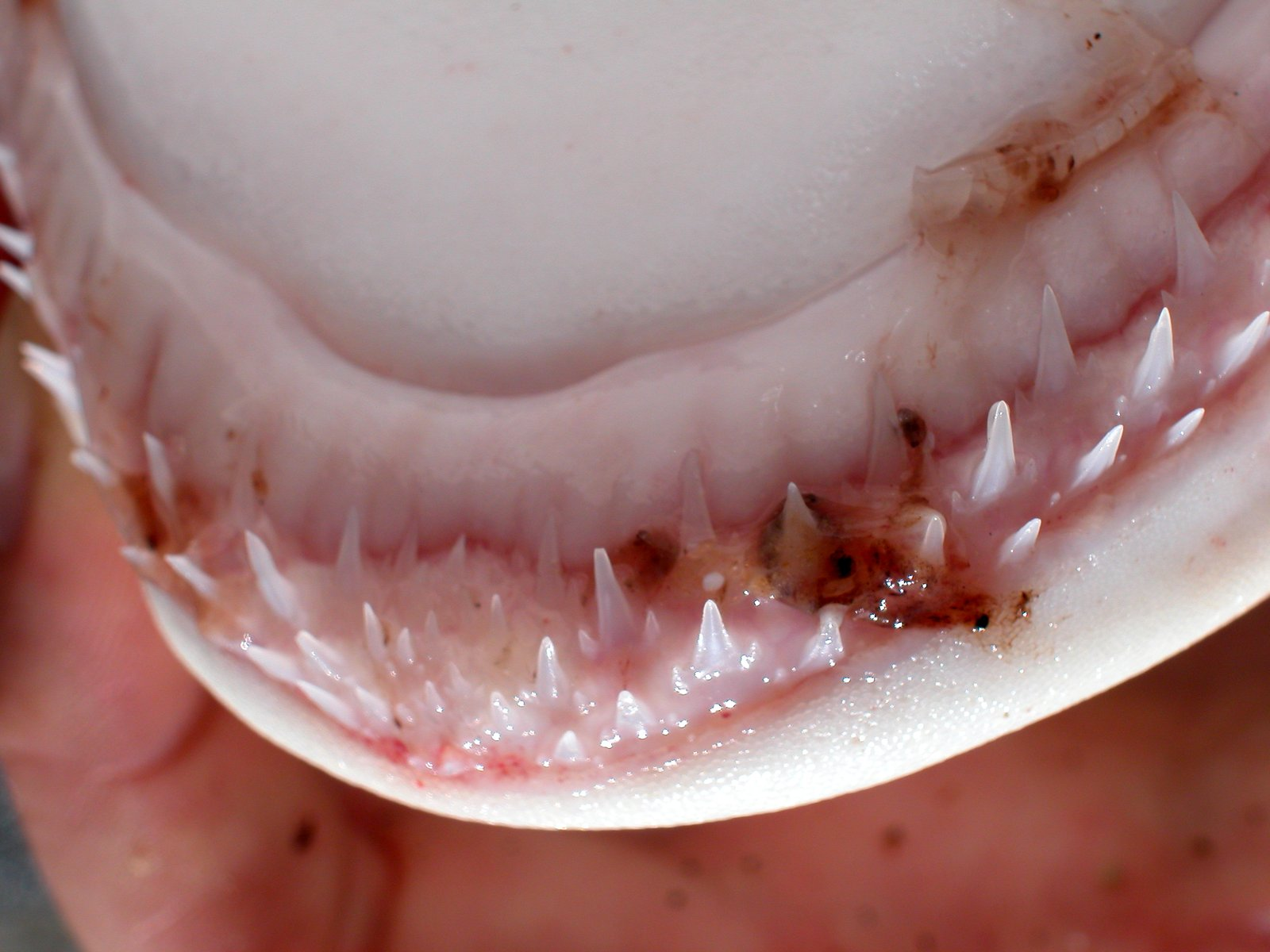
Zuby
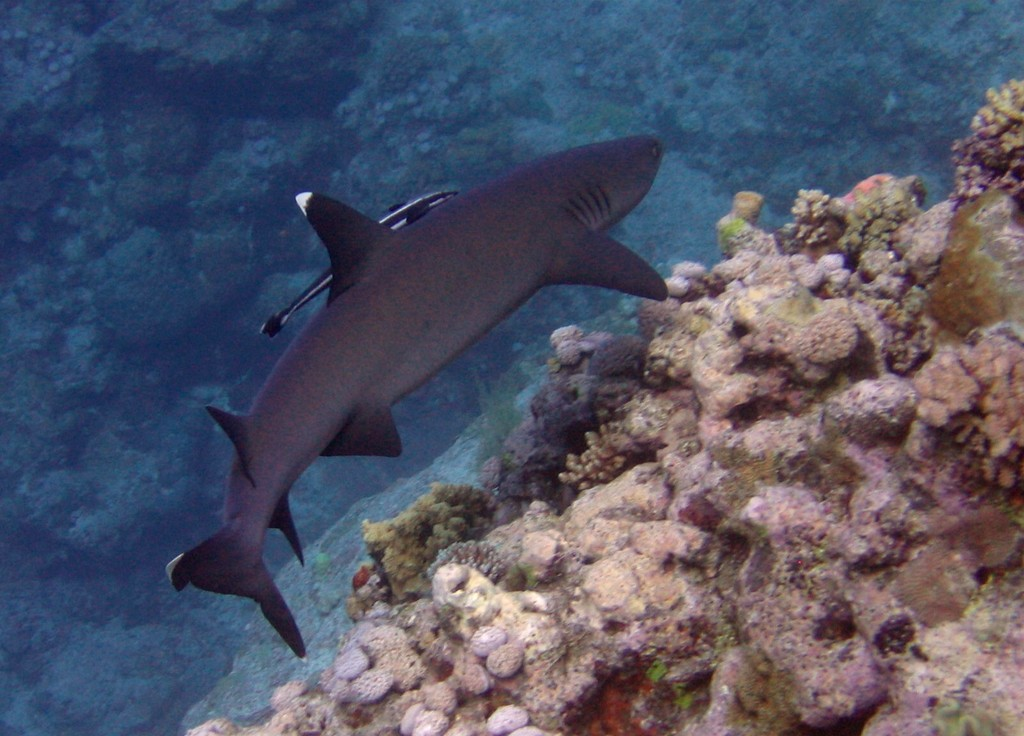
Štítovec lodivod (Echeneis naucrates) na žralokovi lagunovém